# راي ميدلتون (عداء مشي)
راي ميدلتون (بالإنجليزية: Ray Middleton) هو عداء مشي بريطاني، ولد في 9 أغسطس 1936 في مرليبون في المملكة المتحدة.

## وصلات خارجية
- راي ميدلتون على موقع الاتحاد الدولي لألعاب القوى (الإنجليزية)
- راي ميدلتون على موقع أوليمبيديا (الإنجليزية)
- راي ميدلتون على موقع اللجنة الأولمبية البريطانية (الإنجليزية)
- راي ميدلتون على موقع اتحاد ألعاب الكومنولث (مؤرشف) (الإنجليزية)